# 傑佛遜旅館

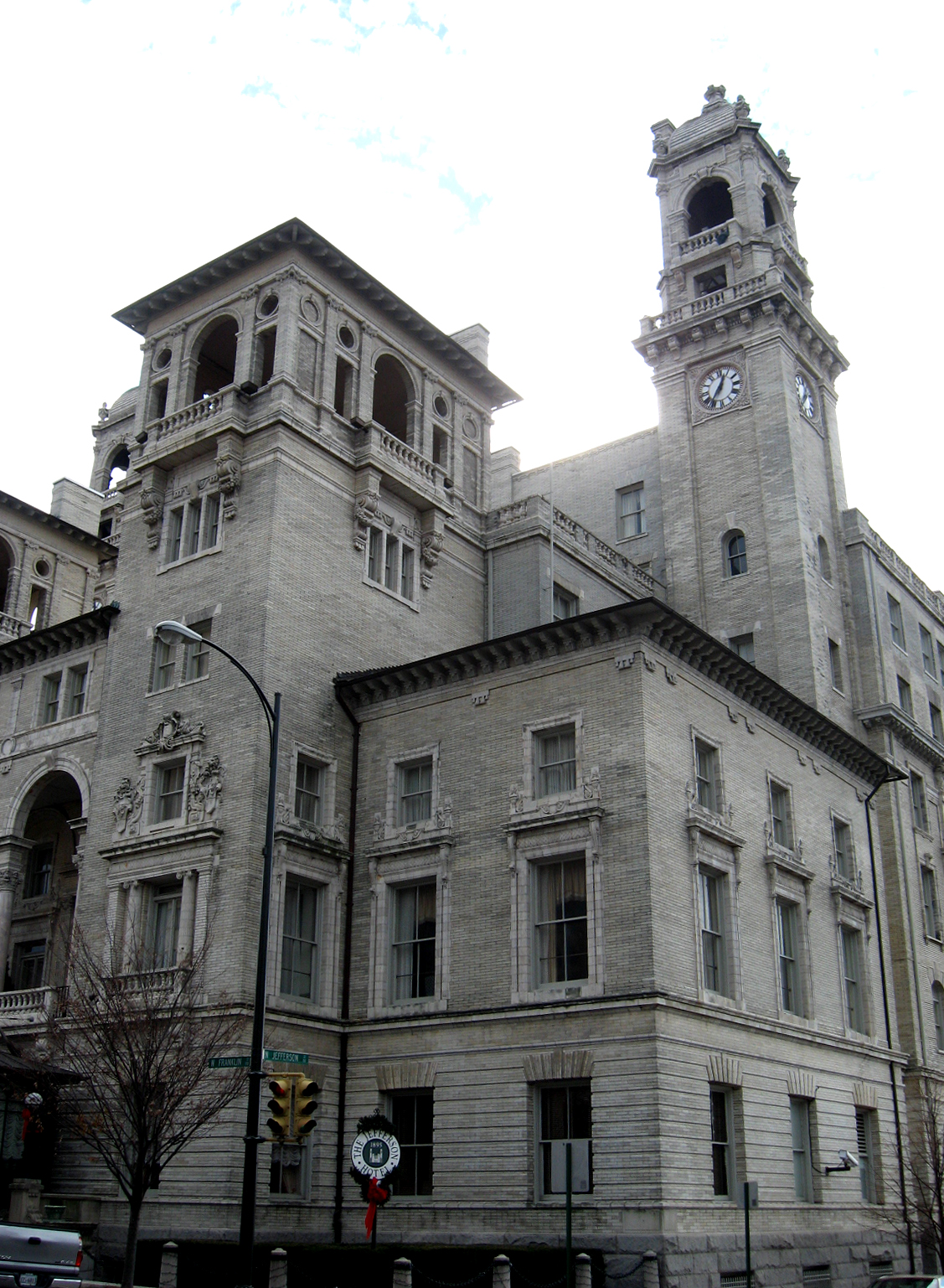
傑佛遜旅館的照片

傑佛遜旅館位於維吉尼亞州首府里奇蒙市，是美國一間非常有名的豪華旅館。這間飯店是由Mobil Five Star所選出的美國24間的五星級飯店之一，也贏得Five Diamond Hotel的三A頂級評鑑。飯店裡也附有一間五星級的餐廳《Lemaire》。本餐廳的命名由來，是取自於曾在1794年於Maitre d'Hotel提供美國總統托马斯·杰斐逊服務的Etienne Lemaire之名，這段時期是傑佛遜總統任期的最後一段時間。
煙草大亨Lewis Ginter在1892年建立了這間旅館，並在1895年首次開幕。本旅館是由同樣設計了紐約公共圖書館的團隊Carrere & Hastings所規劃。
傑佛遜旅館的主顧客包含了總統、作家、滾石樂隊與埃爾維斯·皮禮士利。踢踏舞大師Bill "Bojangles" Robinson據說就是在這間飯店擔任侍者工作時被發掘的。在以往數十年的時間裡，這裡都曾是Historic Garden Week的所在地。
在當地的都市傳奇中，該飯店大廳的Grand Staircase（宏偉的大型樓梯）是以經典電影亂世佳人 (電影)的場景作為號召，但這並不是事實。根據內部工作人員的說法，本書作者瑪格麗特·米切爾曾在撰寫此書時駐足在這裡，也因此在她的小說中對於樓梯的描寫與形容反而是來自於本飯店。